# Jardín botánico Ría do Burgo
El jardín botánico Ría do Burgo y Aula de la Naturaleza Juan Lembeye (en gallego: xardín botánico Ría do Burgo e Aula da Natureza Juan Lembeye) es un jardín botánico de unos 50 000 m² de extensión, perteneciente al ayuntamiento de Culleredo en la comunidad autónoma de Galicia, España.

## Localización
Se encuentra en el paseo marítimo de O Burgo en Culleredo, a la orilla de la ría do Burgo, en la provincia de La Coruña.
Avda. Xoan Carlos I, s/n. 15670 O Burgo (Culleredo).
Teléfono: 981190016

## Colecciones
En el jardín botánico se encuentran una gran variedad de especies autóctonas y también se 
recrea un jardín al estilo de los pazos gallegos. 
En otras parcelas se han proyectado pequeños jardines tradicionales de distintas partes del mundo. 
Dispone también de un invernadero, un pequeño parque infantil y una pequeña laguna que se llena con la subida de la marea ya que está conectada a la ría.
En su interior está el Aula de la Naturaleza que es utilizada para diferentes actividades como exposiciones, conciertos, diferentes cursos de temática medioambiental, etc.

Jardín
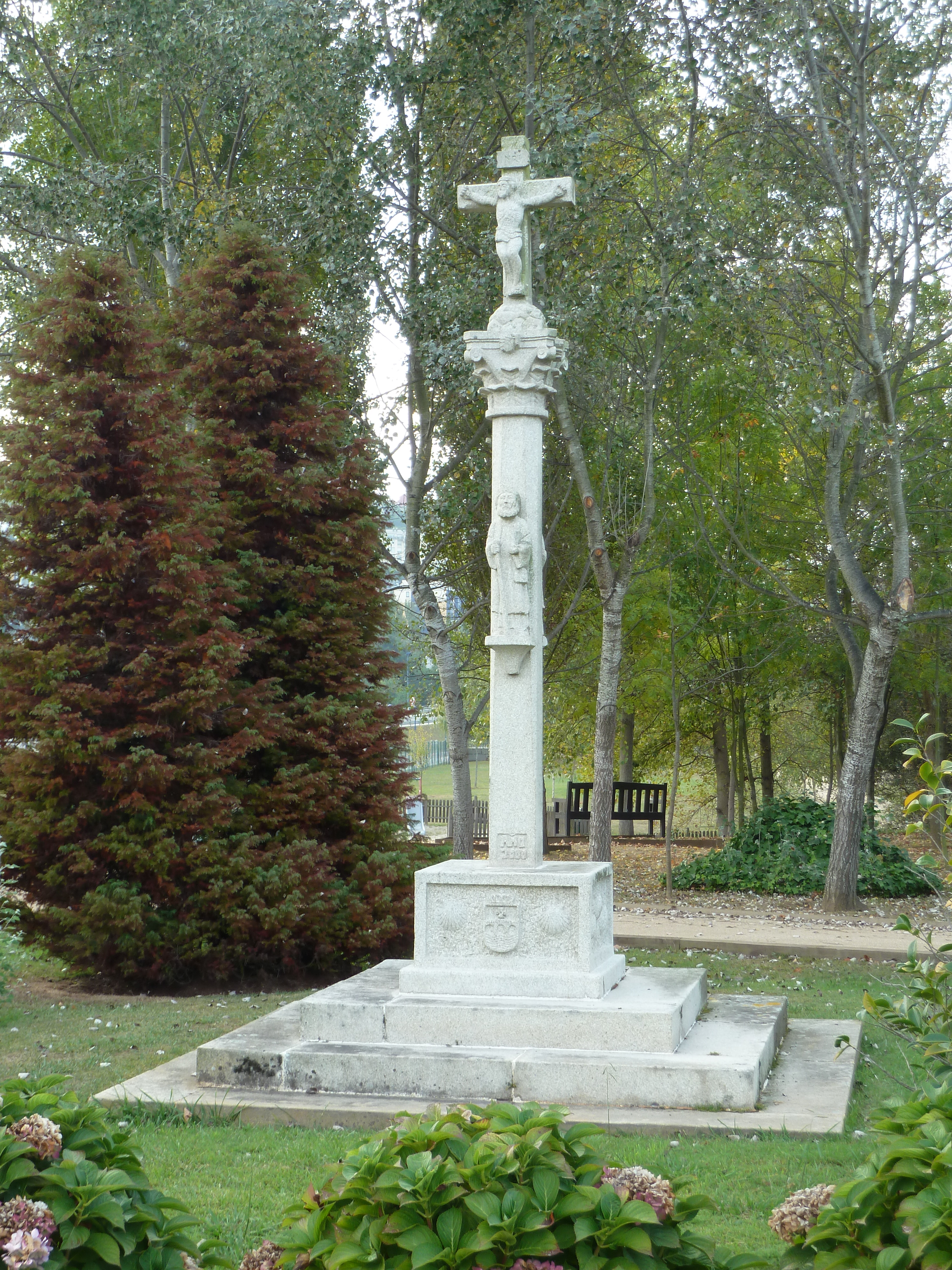
Un "cruceiro" en el jardín botánico
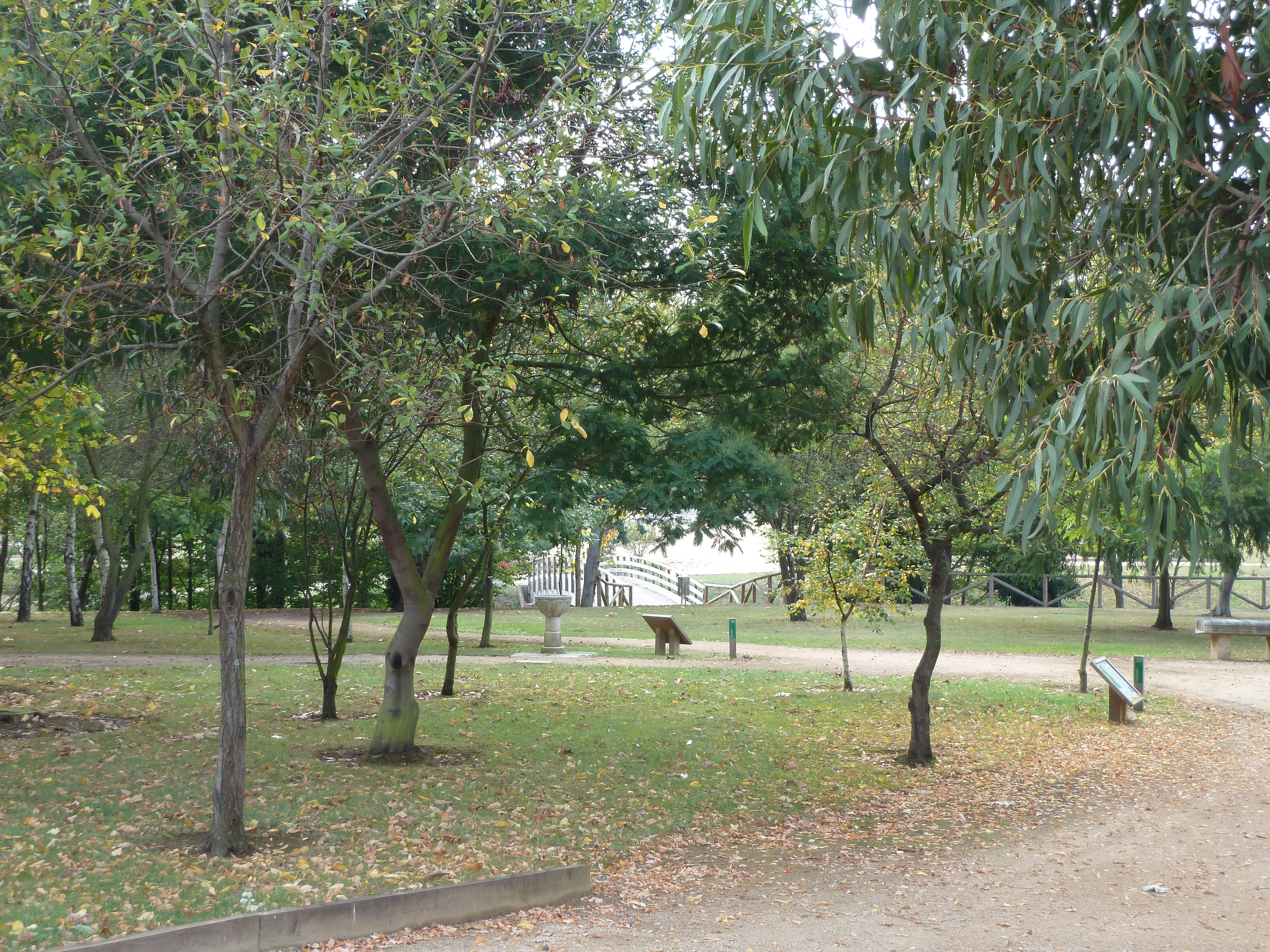
El jardín botánico Ría do Burgo-Culleredo
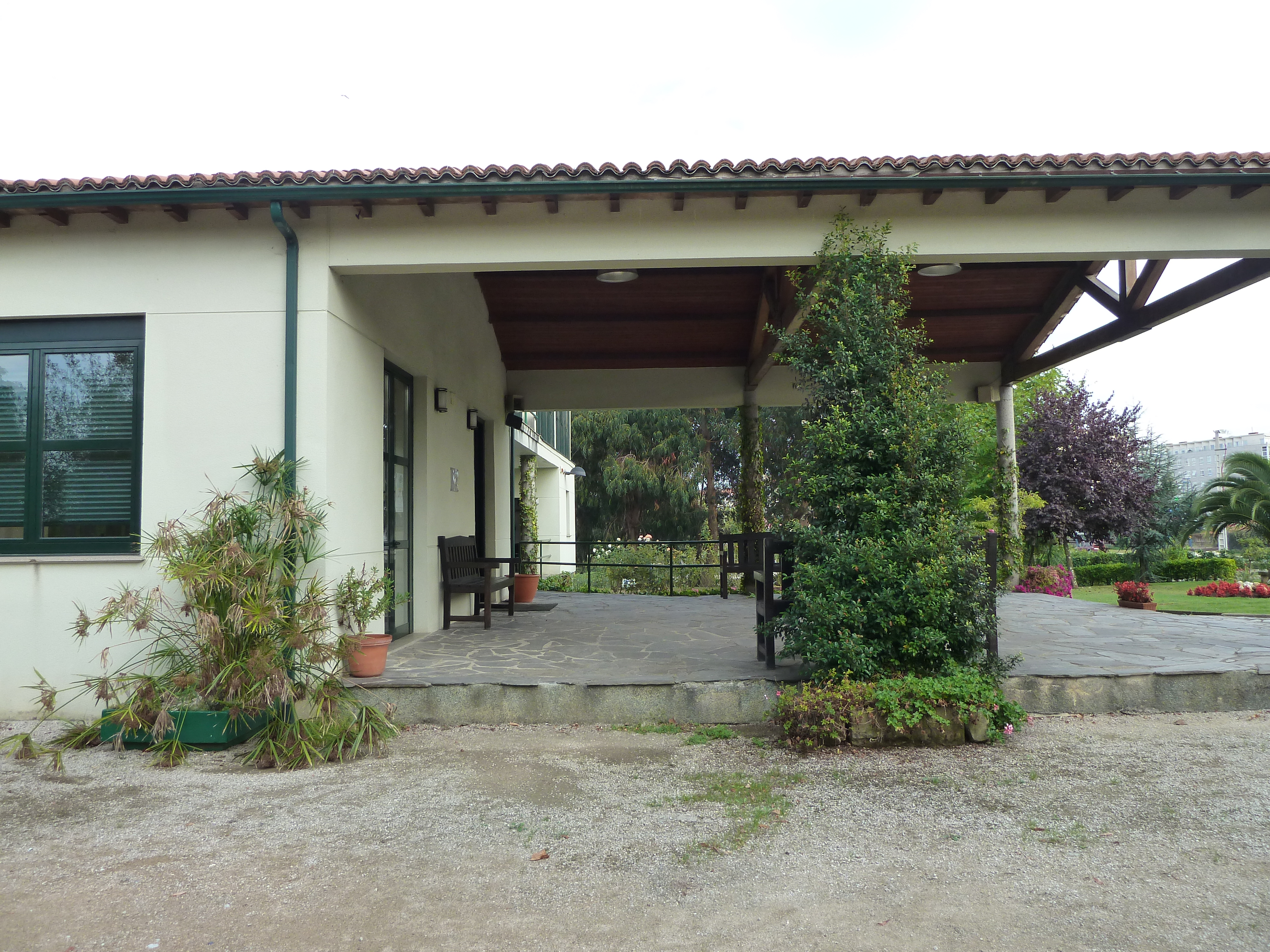
El aula de Naturaleza
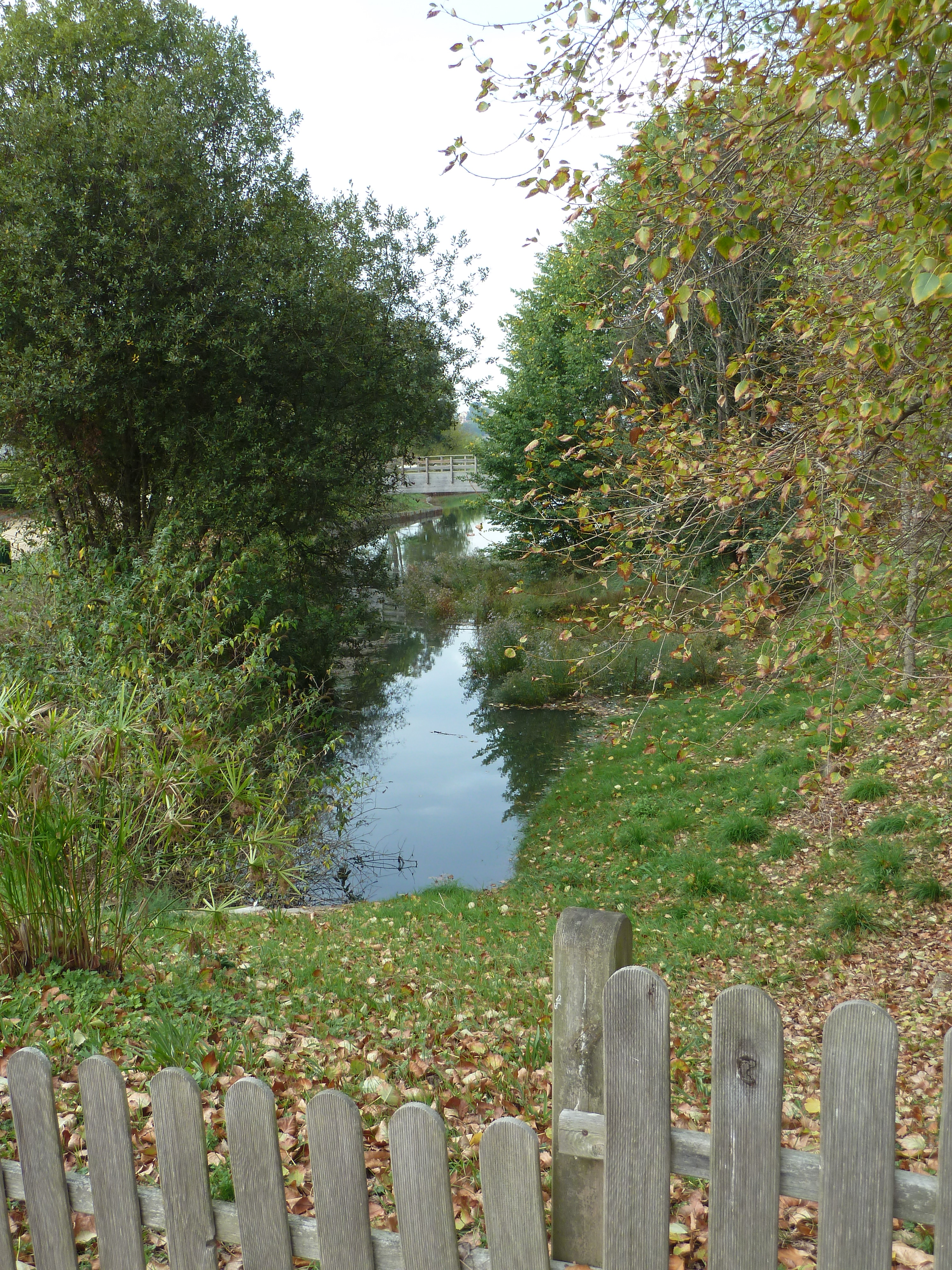
Vista parcial del jardín botánico
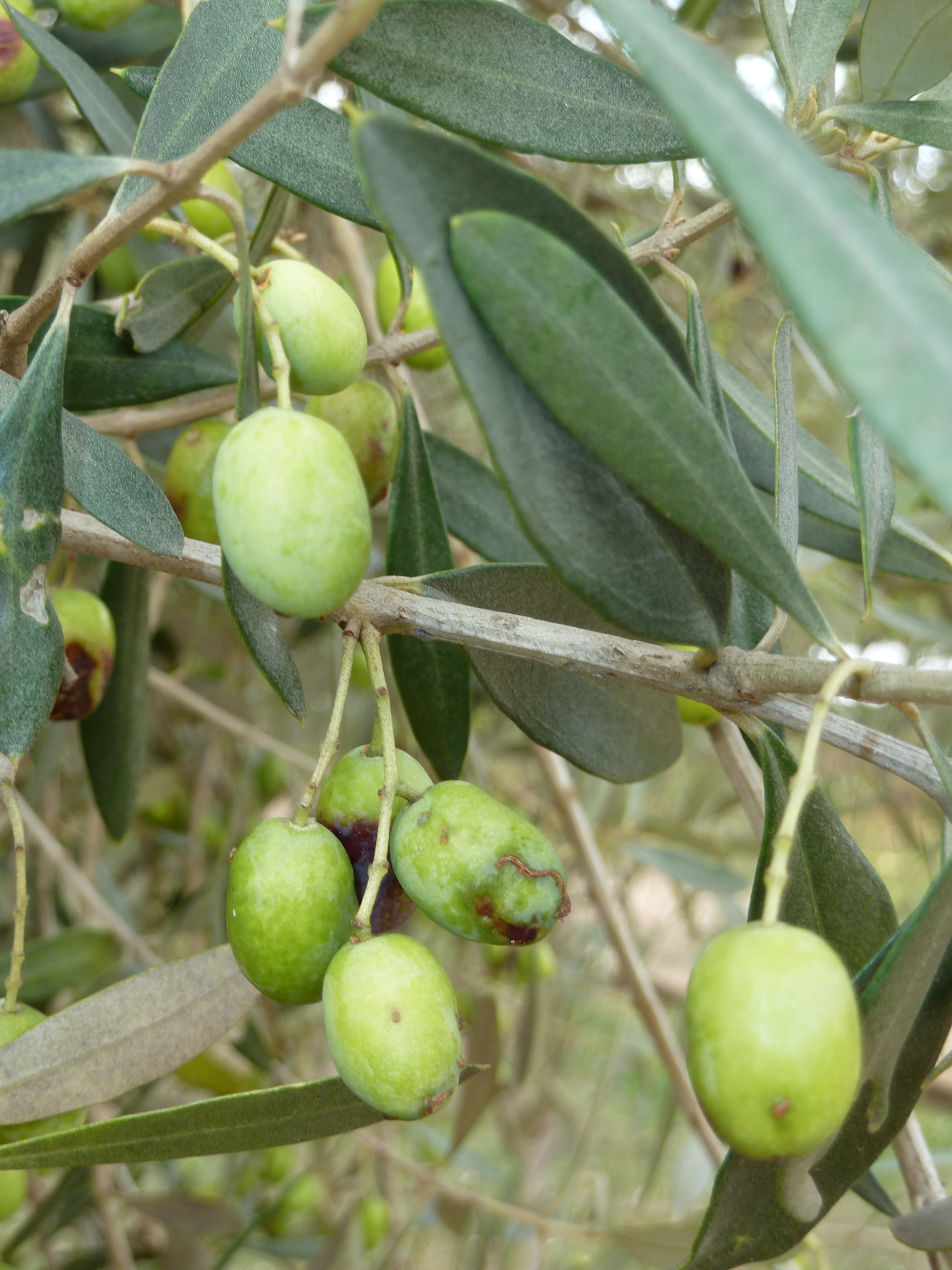
Olivas en el jardín botánico